# Procedimento per convalida di sfratto
Il procedimento di convalida di sfratto è un procedimento speciale disciplinato dal codice di procedura civile italiano agli artt. 657 e ss.

## Introduzione
Il procedimento si configura come un procedimento speciale a cognizione sommaria, caratterizzato dall'alternatività rispetto al rito ordinario delle locazioni, di cui all'art. 447-bis c.p.c.
A causa della sommarietà della cognizione, sarà inibito al locatore domandare eventuale risarcimento del danno o prestazioni di riparazione, le quali dovranno essere proposte attraverso il procedimento ordinario.

## I diritti sostanziali che si possono far valere
Con questo procedimento speciale è possibile far valere il diritto al rilascio di un immobile in favore di un concedente o di un locatore.
Tale diritto può derivare da un contratto di affitto, locazione, mezzadria, colonia (art. 657 c.p.c.), oppure da un contratto di locazione d'opera avente come corrispettivo il godimento di un determinato immobile (art. 659 c.p.c.)
In via generalissima possiamo dire che è possibile esperire tale procedimento quando:
1) Il diritto al rilascio dell'immobile è attuale, nel senso che il locatore può chiedere il rilascio per il fatto che il contratto di locazione è ormai scaduto (previa intimazione di sfratto e purché non si sia verificata la tacita riconduzione).
2) Il diritto al rilascio sia attuale e possibile, a fronte del mancato pagamento del canone di locazione (per morosità).
3) Il diritto al rilascio non è ancora attuale. Questa è un'ipotesi eccezionale in quanto consente di chiedere e ottenere una forma di tutela anticipata, rispetto a ciò che accade normalmente.

Infatti è possibile adire l'autorità giurisdizionale, con le forme previste (vedi oltre), per ottenere un provvedimento di condanna al rilascio (titolo esecutivo), ancora prima che il diritto al rilascio venga in essere. Il titolo esecutivo in esame acquisterà efficacia esecutiva nel momento in cui il diritto al rilascio verrà in essere (p. es. alla scadenza del contratto di locazione e qualora il conduttore non lo rilasci spontaneamente).
In altre parole è un modo per anticipare i tempi, così, se il conduttore non dovesse rilasciare l'immobile alla naturale scadenza del contratto di locazione, non si dovrà attendere ulteriore tempo per dotarsi di un titolo esecutivo (p. es. sentenza di condanna) per far valere il diritto in esame, ma si potrà iniziare immediatamente l'esecuzione forzata.

Inoltre affinché la procedura in esame possa spiegare i suoi effetti è necessario aver compiuto l'atto di licenza o disdetta, così da evitare la tacita riconduzione.

## Procedimento
La competenza spetta sempre al Tribunale. Dal punto di vista della competenza per territorio è competente il Tribunale del luogo in cui si trova la cosa locata (art.661 c.p.c.).
L'atto introduttivo è un atto di citazione, il quale ai sensi dell'art. 660 c.p.c. dovrà contenere oltre all'intimazione, da sola inidonea al raggiungimento dello scopo, la citazione per la convalida.

Particolare importanza pratica hanno gli avvertimenti in esso contenuti. Infatti la citazione di cui trattasi deve contenere: l'invito al convenuto a comparire nell'udienza fissata e l'avvertimento che, se non compare, o comparendo non si oppone, il giudice convaliderà la licenza o lo sfratto ex art. 663c.p.c.

La notificazione è da farsi in "mani proprie", ma se ciò non avviene, l'ufficiale giudiziario deve avvertire l'intimato dell'avvenuta notificazione, per mezzo di lettera raccomandata, allegando poi la ricevuta all'originale dell'atto.
In udienza possono verificarsi varie situazioni.
Per prima cosa può accadere che l'intimante non compaia. In tal caso la domanda perderà ogni efficacia.
Qualora invece sia l'intimato a non comparire all'udienza fissata dal giudice, come primo ed essenziale adempimento, sottolineante il carattere pregnante della notificazione all'interno di tal procedimento, il giudice dovrà verificare la regolarità della notificazione, e qualora vi sia anche solamente la probabilità che il convenuto non abbia avuto notizia dell'udienza, ne ordinerà la rinnovazione.

Nell'ipotesi in cui il giudice verifichi la regolarità della notificazione, regola generale è che la mancata comparizione o la comparizione senza opposizione dell'intimato, pongano al giudice l'onere di convalidare la licenza o lo sfratto con ordinanza, apponendo in calce alla citazione la formula esecutiva. In questo caso il locatore si troverà in possesso di un titolo esecutivo, e potrà procedere all'esecuzione del rilascio dell'immobile ex artt. 608 e ss. c.p.c.
Può invece accadere che l'intimato compaia, e si opponga alla convalida (art. 665 c.p.c.). Con l'opposizione si apre un giudizio ordinario di cognizione, modellato sul rito delle locazioni, che si concluderà con una sentenza di merito. In tal caso bisogna distinguere a seconda della natura dell'opposizione. L'articolo 665 c.p.c. disciplina espressamente che qualora l'opposizione dell'intimato non sia supportata da idonea prova scritta, il giudice, su istanza del locatore, previa verificazione dell'inesistenza di gravi motivi in contrario, pronuncerà ordinanza provvisoria, non impugnabile, di condanna al rilascio dell'immobile, riservandosi di esaminare le eccezioni dell'intimato nel prosieguo del rito.

In tale caso colui che ha chiesto la tutela si dota di un titolo esecutivo che però non ha natura definitiva, il quale sarà assorbito o caducato dalla successiva sentenza.
Interessante è anche l'ipotesi che si evince dalla combinazione degli artt. 663-664-666 c.p.c. Qualora sia stata proposta domanda di sfratto per morosità, presupposto per la concessione di quest'ultima, sarà, per il locatore, la dimostrazione della persistenza dell'inadempimento del conduttore, tenendo ben presente come, secondo recenti pronunce della Corte di cassazione, anche il pagamento tardivo (una volta ricevute le notificazioni ma non ancora convalidata la licenza), è valido per evitare l'ordinanza di convalida.

Il debitore opposto potrà contestare quindi l'ammontare dei canoni richiesti dal locatore (art. 666 c.p.c.) o no. Qualora non vi sia opposizione, il giudice emetterà oltre l'ordinanza di convalida, la condanna al pagamento dei canoni arretrati. Qualora invece vi sia opposizione, il giudice potrà sempre condannare il conduttore al pagamento delle somme non contestate.

Va ricordato infine, come anche il tardivo adempimento, utile per evitare la convalida di sfratto, non sia sufficiente a far perdere al locatore il diritto di richiedere la risoluzione del contratto per grave inadempimento, mediante il rito ordinario.
L'ultima ipotesi è quella in cui, durante l'udienza il convenuto si opponga e fornisca idonee prove documentali a supporto. Il giudice dovrà a questo punto emettere un'ordinanza di mutamento del rito, così disponendo il passaggio al rito locatizio.

## Rimedi e impugnazioni
L'unico rimedio avverso l'ordinanza di convalida di licenza o sfratto previsto dal codice di procedura civile, è l'ipotesi di cui all'art. 668 c.p.c., ossia l'opposizione tardiva dell'intimato. Tale opposizione è proponibile entro 10 giorni dall'avvenuta esecuzione dell'ordinanza. Il conduttore potrà lamentare l'irregolarità della notificazione o addurre cause di forza maggiore alla base della sua mancata comparizione in udienza.
Tale opposizione tardiva s'instaura con ricorso proposto nelle forme del rito locatizio e si articola in 2 fasi:
- Rescindente: Il giudice valuta l'ammissibilità della domanda.
- Rescissoria. Il giudice procede a un completo riesame di tutto il rapporto sostanziale, potendo, qualora ricorrano gravi motivi, disporre la sospensione del processo esecutivo (art. 624 c.p.c.)

Grazie all'intervento, nei primi anni novanta, della Corte costituzionale, il rimedio sopraelencato non rimane il solo a favore del conduttore. Difatti, sono oggigiorno proponibili anche le impugnazioni a carattere straordinario, ossia revocazione per dolo o errore di fatto o opposizione del terzo per dolo o collusione.

In ultimo, si ritiene altresì possibile l'impugnazione mediante appello. I presupposti perché una ordinanza possa essere soggetta ad appello non sono del tutto chiari, mancando i fondamentali requisiti di decisorietà e definitività.

Giurisprudenza e dottrina si trovano ora unanimi nel ritenere che, quando il giudice emetta l'ordinanza in mancanza di una dei presupposti fondamentali, eserciti non più poteri speciali, ma ordinari, e quindi il provvedimento finale è passibile di appello che si svolgerà secondo il rito ordinario delle locazioni.

### Testi legislativi
- Codice di Procedura Civile